# Coelioxys bruneri
Coelioxys bruneri là một loài Hymenoptera trong họ Megachilidae. Loài này được Cockerell mô tả khoa học năm 1918.